# (12624) Mariacunitia
(12624) Mariacunitia est un astéroïde de la ceinture principale.

## Description
(12624) Mariacunitia est un astéroïde de la ceinture principale. Il fut découvert le 17 octobre 1960 à l'observatoire Palomar par Cornelis Johannes van Houten, Ingrid van Houten-Groeneveld et Tom Gehrels. Il présente une orbite caractérisée par un demi-grand axe de 2,30 UA, une excentricité de 0,14 et une inclinaison de 4,4° par rapport à l'écliptique.
Il est nommé d'après Maria Cunitz.

## Compléments